# Noordse pijlstormvogel
De Noordse pijlstormvogel (Puffinus puffinus) is een vogel uit de orde van stormvogelachtigen (Procellariiformes).

## Kenmerken
Dit is een middelgrote pijlstormvogel (31 tot 35 cm; spanwijdte ca. 75 cm: gewicht 375 tot 500 gram) die opvallend donker, bijna zwart van boven is en licht, bijna wit van onder. Noordse pijlstormvogels vliegen, of beter gezegd zweven, met stijve vleugels vaak laag boven de golven en kantelen daarbij regelmatig hun lichaamsas. Daardoor is de indruk die ze al vliegend maken afwisselend zwart en wit.

Noordse pijlstormvogels in vlucht
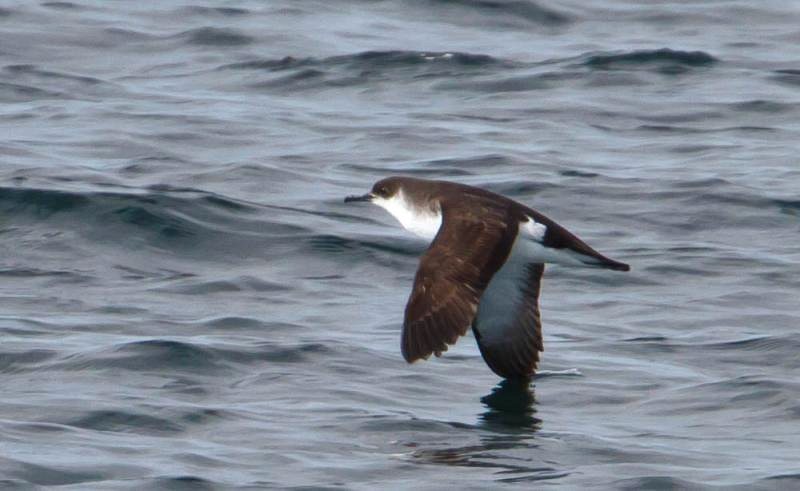
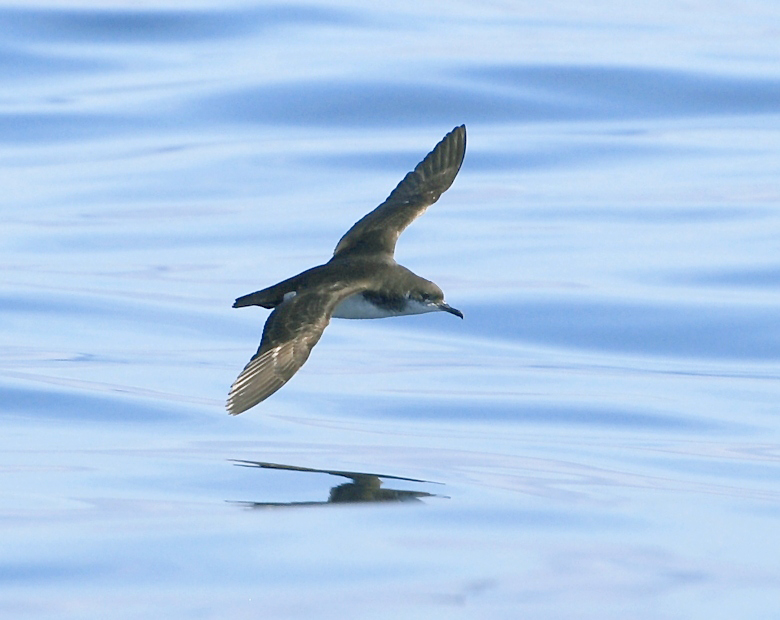

## Leefwijze
Overdag zijn deze vogels druk in de weer met het zoeken naar voedsel, dat bestaat uit vissen en pijlinktvissen. Vaak vangt het dier zijn prooi aan het wateroppervlak, maar zo nu en dan duikt hij er desnoods een paar meter achteraan. 's Nachts komen ze aan land om aanvallen van meeuwen te ontlopen. Meestal broeden ze in een zelfgemaakt hol, maar ze leggen hun enige ei ook weleens onder een rots. Het ei wordt bebroed door beide ouders. Na 6 tot 7 dagen lossen ze elkaar telkens af. Het jong wordt 70 dagen gevoerd en wordt, ongeveer een week voordat het uitvliegt, door de ouders verlaten.

## Verspreiding
Deze trekvogel broedt op eilanden in de noordelijke Atlantische Oceaan. Met name Skomer en Skokholm (ten westen van Wales) en Rum (in de Hebriden) herbergen enorme kolonies. In het najaar trekken deze vogels naar Braziliaanse wateren om te overwinteren.

## Voorkomen (in Nederland)
Het broedgebied van de Noordse pijlstormvogel wordt gevormd door rostseilanden in het Noordelijk deel van de Atlantische Oceaan tot aan de Azoren. In vogelboeken voor 1978 staat dat een enkele vogel bij sterke westenwind in de herfst aan de kust van Nederland en België kan worden waargenomen. Inmiddels is bekend dat ervaren waarnemers vanaf de Noord-Hollandse kust soms in de broedtijd (juni, juli) meer dan honderd "noordse pijlen" per dag boven zee zien langsvliegen in noordelijke richting. Gemiddeld blijft het echter bij enkelingen tot een tiental per dag gedurende de maanden mei tot en met november en daarbuiten zijn waarnemingen zeldzaam.

## Status
De grootte van de populatie is in 2015 geschat op 680-790 duizend volwassen vogels. Op de Rode lijst van de IUCN heeft deze soort de status niet bedreigd.

## Galerij

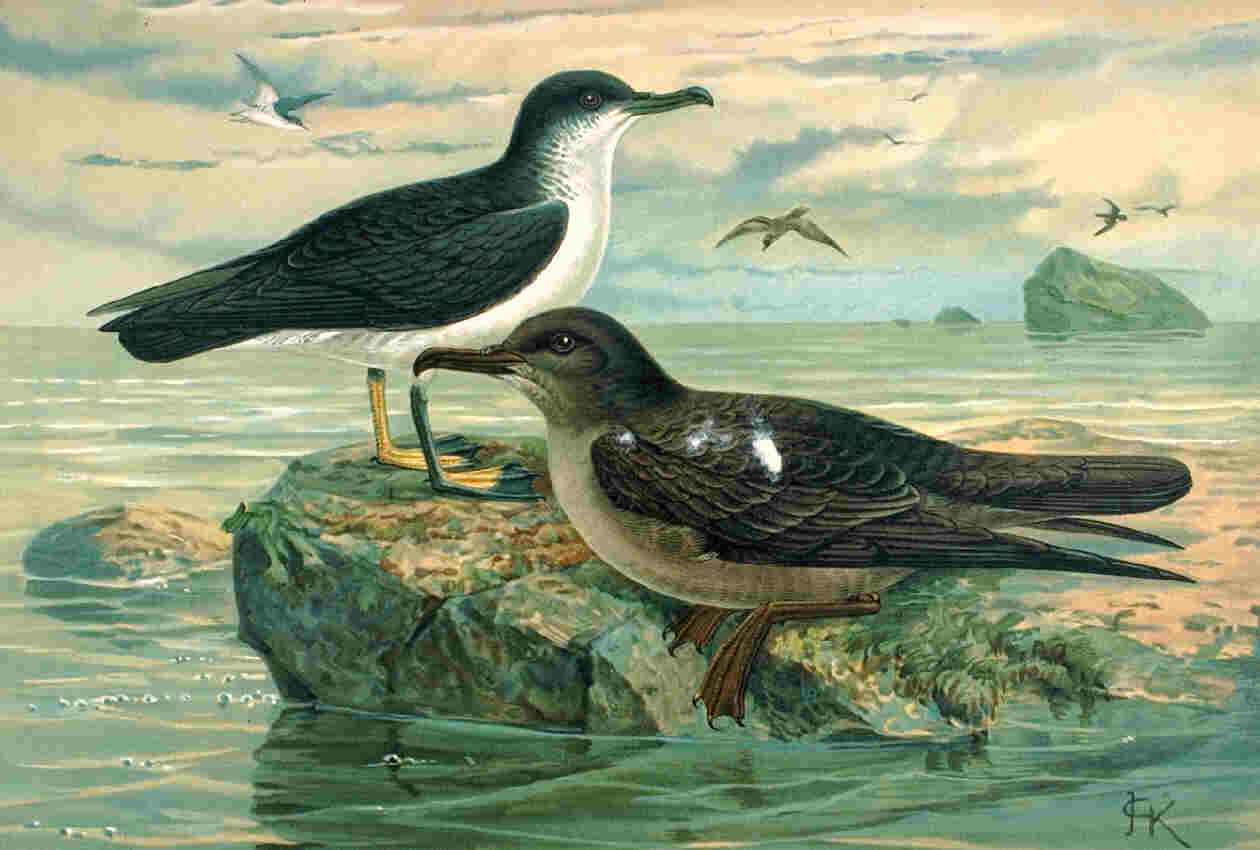
Puffinus puffinus (links) en Puffinus griseus (rechts) (1905), Naumann, Naturgeschichte der Vögel Mitteleuropas